# Justizvollzugsanstalt Kronach
Die Justizvollzugsanstalt Kronach ist eine Justizvollzugsanstalt des Freistaats Bayern in der oberfränkischen Stadt Kronach; sie dient der Unterbringung während einer Untersuchungshaft und dem Vollzug von Freiheitsstrafen bis 24 Monate für männliche Häftlinge aus dem Landgerichtsbezirk Coburg. Die 100 Haftplätze gliedern sich in 24 Einzel- und 76 Gemeinschaftshafträume auf. Die Justizvollzugsanstalt befindet sich in dem zu Beginn des 19. Jahrhunderts erbauten denkmalgeschützten Gebäude Festungsstraße 9 nördlich der Kronacher Altstadt.

## Geschichte
Das dreigeschossige Sandsteinquadergebäude mit Walmdach wurde in den Jahren 1798 bis 1802 als fürstbischöflicher Kastenboden zur Aufbewahrung des Zehntgetreides für das Hochstift Bamberg errichtet. Die Baupläne stammen vom Bamberger Architekten Johann Lorenz Fink, ausgeführt wurden die Arbeiten von Johann Baptist Dietrich. Der Bau erfolgte gegen den Widerstand der Offiziere der direkt nördlich gelegenen Festung Rosenberg, die Einschränkungen des von der Festung aus einsehbaren Schussfeldes durch das neue Bauwerk bemängelten. Über dem Eingangsportal des Gebäudes ist das Amtswappen des letzten Fürstbischofs des Hochstifts Bamberg, Christoph Franz von Buseck, angebracht.
Mit der Säkularisation des Hochstifts in den Jahren 1802/03 ging der Getreidespeicher zusammen mit der Stadt in den Besitz des Kurfürstentums Bayern über. Ab dem Jahr 1807 diente er als Depot der königlichen Salzfaktorei, in dem die für den Verkauf auf dem Salzmarkt der Stadt bestimmte Ware zwischengelagert wurde. Das Gebäude wird deshalb umgangssprachlich häufig als „Salzbau“ bezeichnet. Im selben Jahr wurden in dem Gebäude sieben Haftzellen eingerichtet, seit 1856 wird der ehemalige Getreide- und Salzspeicher mit Unterbrechungen ausschließlich als Gefängnis genutzt. Ab 1877 beherbergte er für kurze Zeit auch das Bezirksgericht.
Gegen Ende des Zweiten Weltkriegs sollten auf der Festung Rosenberg Bauteile für den Raketenjäger Messerschmitt Me 163 gefertigt werden. Die neben den Produktionsflächen auf der Festung benötigten Räumlichkeiten für die Verwaltung wurden ab 1. September 1944 größtenteils in dem damals als Jugendarrestanstalt dienenden Gebäude untergebracht. Die inhaftierten Jugendlichen wurden dafür in die wiedereröffnete Jugendarrestanstalt in Kulmbach verlegt.
Am frühen Morgen des 31. August 2018 brach in einer Zwischendecke im zweiten Stock des Gebäudes ein Feuer aus, das von mehreren Feuerwehren aus Kronach und der Umgebung mit Unterstützung durch das Technische Hilfswerk relativ schnell gelöscht werden konnte. Erschwert wurde der Einsatz durch Sanierungsarbeiten an der Festungsstraße, dem Hauptzufahrtsweg zur Justizvollzugsanstalt. Da die Existenz weiterer Brandherde nicht ausgeschlossen werden konnte, wurden die etwa 100 Häftlinge, die zunächst in einen gesicherten Bereich innerhalb der Haftanstalt evakuiert worden waren, in andere Justizvollzugsanstalten verlegt. Ursache des Feuers war vorsätzliche Brandstiftung durch einen Häftling. Der durch Feuer und Löschwasser entstandene Sachschaden wird auf bis zu 100.000 Euro geschätzt. Die evakuierten Häftlinge wurden ab November 2018 zurück in die wiedereröffnete Haftanstalt verlegt.